# La agresión
La agresión (en francés, L'Agression) es un thriller francés dirigida por Gérard Pirès con un guion adaptado de The Shrewsdale Exit de John Buell. Fue proyectada como parte de la selección oficial del Festival Internacional de Cine de San Sebastián 1975.

## Argumento
El comerciante Paul Varlin, su esposa Helena y su hija Patti se dirigen a la Grande Motte donde van a pasar las vacanciones. En la carretera, son atacados por tres motoristas que acaban provocando un accidente. El hombre se queda inconsciente y, al despertar, descubre que su mujer y su hija han sido violadas y asasinadas. Ante la incapacidad de la gendarmería y del poder judicial para encontrar rápidamente el culpable, el hombre decide encontrar a los tres ciclistas y vengar la violación y la muerte de su mujer y su hija.

## Reparto
- Jean-Louis Trintignant - Paul Varlin
- Catherine Deneuve - Sarah
- Claude Brasseur - André Ducatel
- Philippe Brigaud - Escudero
- Milena Vukotic - la jueza
- Franco Fabrizi - Sauguet
- Delphine Boffy - Patty
- Leonora Fani - Josy
- Michèle Grellier - Hélène
- Jacques Rispal - Raoul Dumouriez
- Robert Charlebois - Justin, un motero